# Marko Perković
Marko Perković (nascido em 27 de outubro de 1966) é um músico croata, que é o vocalista da banda Thompson desde 1991.
Perković nasceu na aldeia Čavoglave, RS Croácia, na Iugoslávia, hoje parte da Croácia. Ele participou da Guerra da Independência Croata (1991–95), durante a qual iniciou sua carreira com a música patriótica "Bojna Čavoglave". Em 2002, ele iniciou sua primeira grande turnê após o lançamento do álbum E, moj narode. Desde 2005, ele organiza uma celebração não oficial do Dia da vitória em, seu local de nascimento, Čavoglave.
Ele foi proibido de se apresentar em vários países por causa de suas simpatias fascistas. Em particular, ele celebra o Estado Independente da Croácia, o regime croata pró-nazista durante a Segunda Guerra Mundial.

## Vida pregressa

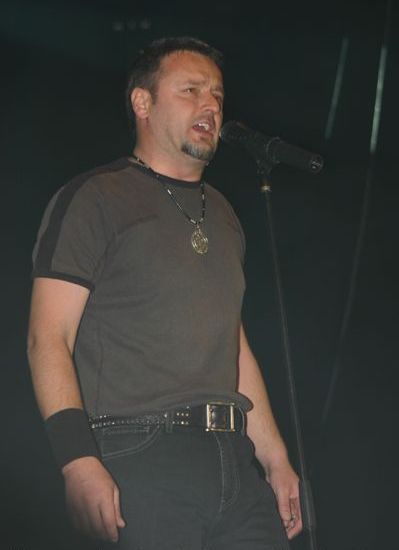
Marko Perković em Frankfurt

Marko Perković nasceu em 1966 em Čavoglave (na época RS Croatia, Iugoslávia ), filho de Marija e Ante. Ele raramente via seu pai, que trabalhava como Gastarbeiter na Alemanha e raramente voltava para casa. Ele terminou o ensino médio em Split. Em 1991, a Croácia declarou independência da Iugoslávia, iniciando a Guerra da Independência Croata . Ele se juntou à Guarda Nacional Croata, onde recebeu a arma americana Thompson, que se tornou o apelido dado por seus companheiros de batalha.
Foi quando ele defendeu sua aldeia natal que Perković se inspirou a escrever uma das músicas mais populares durante a guerra: Bojna Čavoglave (Batalhão Čavoglave), que iniciou sua carreira musical. Em 1992, Perković realizou concertos por toda a Croácia e lançou seu primeiro álbum no mesmo ano. Ele continuou a escrever canções para elevar o moral durante a guerra. Em 1995, ele retornou ao exército croata e à 142ª brigada Drniš e se tornou um dos primeiros soldados a entrar nas cidades capturadas de Drniš e Knin durante a Operação Tempestade.

## Carreira e controvérsia
Em 15 de setembro de 2002, ele realizou seu maior show até o momento no Estádio Poljud, em Split, com cerca de 40.000 visitantes.
Em 2007, ele superou o concerto de 2002 no Estádio Maksimir em Zagreb no dia 17 de junho de 2007, com a participação de 60.000 pessoas. Seu show no estádio foi transmitido ao vivo pelo canal estatal HRT plus pay-per-view e vários dias depois também no canal nacional principal.

### Influências
Durante sua carreira, Perković citou Mate Bulić, Nightwish, Iron Maiden, AC / DC e Dream Theater como principais influências.

### Controvérsia
Durante sua carreira, ele foi acusado de promover o nacionalismo extremo e de glorificar os Ustaše do Estado Independente da Croácia, por causa disso ele foi proibido de se apresentar na Suíça em 2009. A proibição foi posteriormente suspensa e ele continuou a fazer concertos na Suíça.

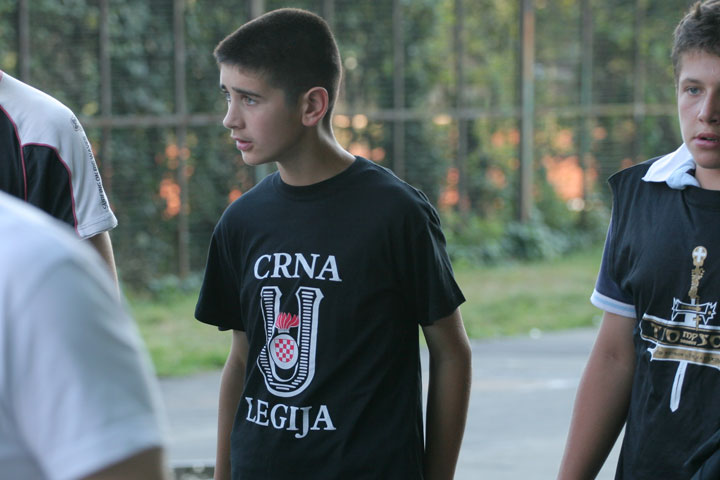
Jovem rapaz vestindo uma camisa com uma legião negra, sinal da milicia ustase num concerto de Thompson

As letras de suas músicas geralmente apresentam sentimentos patrióticos e se relacionam com religião, família, Guerra da Independência Croata, política e mídia, mas também contêm referências notórias a crimes de guerra. Acusada de neo-nazismo, em 2004, a banda foi proibida de se apresentar em Amsterdã pelas autoridades locais, embora ele tenha realizado um show em Roterdã .
Em 2009, um concerto na cidade de Lucerna, na Suíça, foi cancelado depois que o Partido Social Democrata pediu uma declaração urgente sobre a questão do concerto de Thompson, chamando Perković de fascista. Isso resultou em uma proibição de três anos da Suíça.
Como a Suíça é membro do Acordo de Schengen, Thompson foi proibido de entrar em todos os países de Schengen por um período de três anos, confirmado por Michele Cercone, porta-voz do vice-presidente da Comissão Europeia.
Perković criou polêmica ao supostamente tocar " Jasenovac i Gradiška Stara ", uma canção que glorifica abertamente o regime Ustaše, seus crimes contra a humanidade durante a Segunda Guerra Mundial e o genocídio aos sérvios. O Simon Wiesenthal Center apresentou queixas ao canal de televisão estatal da Croácia sobre a transmissão de um cantor acusado de expressar nostalgia pelo Ustaše, embora Perković tenha negado qualquer conexão com esse período. As queixas foram ignoradas. Perković negou ter escrito ou mesmo apresentado a música, afirmando que ele é "um músico, não um político".
Um organizador de uma turnê de Thompson pela cidade de Nova York em 2007 também defendeu Perković, alegando que o músico não escreveu a música nem há uma cópia disponível em nenhum de seus álbuns. Muitos de seus fãs são conhecidos por seu ultranacionalismo, demonstrado pelos uniformes da Ustaše (incluindo chapéus pretos associados ao movimento), símbolos e faixas. No início da música "Bojna Čavoglave", Perković invoca za dom - spremni! (em português "Pela casa (terra) - estou pronto!" )

## Vida pessoal
Em meados dos anos 90, ele estava em um relacionamento com a cantora croata Danijela Martinović. Embora nunca tenham se casado legalmente, eles tiveram uma cerimônia católica de casamento. Após a separação, ele buscou uma anulação da Igreja, que foi concedida pelo Tribunal Eclesiástico em Split em 2005. Assim, ele conseguiu um casamento na igreja com sua esposa Sandra, uma croata-canadense que conheceu durante um concerto no Canadá. Juntos, eles têm cinco filhos.
Ele possui uma participação de 20% da estação de rádio Narodni, a estação de rádio croata de maior sucesso, notável por transmitir exclusivamente canções croatas.  O papa Bento XVI recebeu Perković em uma audiência em dezembro de 2009.